# Список парусных фрегатов Российского императорского флота
В список включены все парусные фрегаты, построенные и введённые в состав Российского флота с 1694 по 1852 год.
Список построен по следующему формату: название, число пушек (номинальное / действительное вооружение), в скобках указана дата спуска корабля на воду.

## Фрегаты ранней постройки (до1703 г.)
- 2 небольших фрегата (1689, учебные суда на Плещеевом озере)

- Святой Апостол Павел 24 (1694)
- Святое пророчество 44 (Santa Prophetia) (1694, построен в Голландии для России) — Переоборудован в торговое судно после 1695 г.

#### типСвятого Духа(2 фрегата)
- Святого Духа 12 (1702)
- Курьер 12 (1702)

## Фрегаты Балтийского флота (1703—1852)

#### типСясьский(2 фрегата)
- Фан Сас № 1 (Сясьский первый) 18 (1702). Переоборудован в брандер и переименован в Этну в 1705 г.
- Фан Сас № 2 (Сясьский второй) 18 (1702). Переоборудован в брандер и переименован в Везувий в 1705 г.

- Штандарт 24 (1703). Переклассифицирован в 28-пушечный фрегат в 1710 г., разобран в 1730 г.
- Святой Илья 26 (1703). Разбился в Балтийском море в 1712 г.

#### тип Шлиссельбург(7 фрегатов)
- Шлиссельбург 28/24 (1704). Переклассифицирован в 28-пуш. фрегат в 1710 г., разобран после 1710 г.
- Кроншлот 28/24 (1704). Переклассифицирован в 28-пуш. фрегат в 1710 г., разобран после 1710 г.
- Петербург 28/24 (1704). Переклассифицирован в 28-пуш. фрегат в 1710 г., разобран после 1710 г.
- Триумф 28/24 (1704) Переклассифицирован в 28-пуш. фрегат в 1710 г., после чего переоборудован в брандер (1710).
- Дерпт 28/24 (1704). Переклассифицирован в 28-пуш. фрегат в 1710 г., после чего переоборудован в брандер (1710).
- Нарва 28/24 (1704). Переклассифицирован в 28-пуш. фрегат в 1710 г., разобран после 1710 г.
- Флигель-де-Фам 28/24 (1704). Переклассифицирован в 28-пуш. фрегат в 1710 г., флагман вице-адмирала Корнелия Ивановича Крюйса в 1705 г., переоборудован в брандер в 1710 г.

#### тип Михаил Архангел(2 фрегата)
- Михаил Архангел 28 (1704). Переклассифицирован в 28-пуш. фрегат в 1710 г., разобран после 1710 г.
- Иван-город 28 (1705). Переклассифицирован в 28-пуш. фрегат в 1710 г., разобран после 1710 г.
- Без названия. Разобран на стапеле в 1705 г.
- Олифант 32/26 (1705). Разобран в 1712 г.
- Думкрат 32/26 (1707). Разобран в 1713 г.

#### тип Святой Пётр(2 фрегата)
- Святой Пётр 32 (1710). Разобран в 1719 г.
- Святой Павел 32 (1710). Разобран в Копенгагене в 1716 г.

- Самсон 32 (1711, построен в Голландии для России). Посетил Великобританию в 1715 г., блокшив в 1733 г., разобран после 1739 г.
- Святой Яков 32/22 (бывший голландский ?). Приобретён в Голландии в 1711 г., разобран после 1732 г.
- Эсперанс 44 (бывш. голландский 50-пушчный корабль Hardenbroek, захваченный французским флотом в 1706 г. и переименованный в Esperance). Приобретён во Франции в 1712 г., посетил Францию в 1726—1727 гг., разобран после 1739 г.
- Святой Николай 42/50 (бывш. голландский ?). Приобретён в Голландии в 1712 г., переоборудован в транспорт в 1716 г.
- Лансдоу 32 (бывш. французский, бывш. английский HMS Norris). Приобретён в Великобритании в 1713 г., разобран в 1725 г.
- Ричмонд 44 (бывш. английский HMS Swiftsure). Приобретён в 1714 г. в Великобритании, разобран в 1721 г.
- Святой Илья 32 (1714). Разобран в 1721 г.
- Амстердам-Галлей 32 (1720, построен в Голландии для России). Посетил Испанию в 1725—1726 гг., разбился в 1740 г.
- Декронделивде (De kroon de liefde) 32 (1720, построен в Голландии для России). Посетил Испанию в 1725—1726 гг., последнее упоминание в 1743 г.
- Эндрахт 32 (1720, построен в Голландии для России). Захвачен Швецией на пути в Россию в 1720 г., дальнейшая судьба неизвестна.

#### тип Крейсер(3 фрегата)
- Крейсер 32 (1723). Разобран в 1732 г.
- Яхт-хунд 32 (1724). Разобран в 1736 г.
- Винд-хунд 32 (1724). Разобран в 1736 г.

- Россия 32 (1728). Разобран в 1752 г.
- Вахтмейстер 46 (1732). Последнее упоминание в 1742 г.
- Митау 32 (1733). Захвачен в 1733 г. у Франции, разобран в 1747 г.
- Принцесса Анна 12 (1733). Переименован в ΄΄Святой Яков в 1745 г., разобран после 1755 г.

## Тип «Брячислав» (8 фрегатов)
- Брячислав (1785)
- Архангел Гавриил (1787)

## Тип «Спешный» (34 фрегата;1801—1844)
- Спешный 50 ор. (1801). Захвачен английским флотом в 1807 г. (Портсмут, Англия)[1][2][3].
- Аргус 50 ор. (1807) 22 окт. 1808 сел на мель, 25 окт. 1808 разбит волнами[1][2][3].
- Быстрый 50 ор. (1807)	Разобран в 1827 в Кронштадте[1][2][3].
- Меркурий 44 ор. (1815). В 1818 продан испанскому правительству[1][2][3].
- Патрикий 44 ор. (1816). В 1818 продан испанскому правительству[1][2][3].
- Лёгкий 44 ор. (1816). В 1818 продан испанскому правительству[1][2][3].
- Патрикий 44 ор. (1819). Разобран в 1827 в Кронштадте[1][2][3].
- Меркурий 44 ор. (1820). Разобран в 1829 в Кронштадте[1][2][3].
- Проворный 48 ор. (1820). Разобран в 1831 в Кронштадте[1][2][3].
- Вестовой 44 ор. (1822). 3 июля 1827 сел на мель, 6 июля 1827 разбит волнами[1][2][3].
- Константин 48 ор. (1824). Разобран в 1848[1][2][3].
- Александра 54 ор. (1827). В 1845 разобран[1][2][3].
- Мария 54 ор. (1827). Переоборудован в магазин в Кронштадте в 1847[1][2][3].
- Ольга 54 ор. (1827). Разобран в 1849[1][2][3].
- Княгиня Лович 54 ор. (1828). В 1837 переоборудован в блокшив в Николаеве[1][2][3].
- Елисавета 63 ор. (1828). Переоборудован в магазин в Кронштадте (1838)[1][2][3].
- Екатерина 56 ор. (1828). Разобран в 1854[1][2][3].
- Анна 54 ор. (1829) Переоборудован в блокшив в 1838[1][2][3].
- Принц Оранский 54 ор. (1829). С 1841 — «Король Нидерландский».Разобран в 1858 в Кронштадте[1][2][3].
- Нева 54 ор. (1829). Переоборудован в магазин в 1837[1][2][3].
- Венус (при закладке — «Скорый») 62 ор. (1829). Разобран в 1852[1][2][3].
- Беллона 54 ор. (1830). Переоборудован в магазин в 1837[1][2][3].
- Юнона 54 ор. (1830). Переоборудован в магазин в 1845[1][2][3].
- Помона 54 ор. (1830). Разобран в 1848[1][2][3].
- Церера 54 ор. (1830). В 1859 продан на слом в Кронштадте[1][2][3].
- Кастор 52 ор. (1831). В 1865 разобран в Кронштадте[1][2][3].
- Амфитрида 52 ор. (1832). В 1859 затоплен на Северном фарватере Кронштадта[1][2][3].
- Прозерпина 56 ор. (1832). Разобран в 1855[1][2][3].
- Диана 56 ор. (1833). В 1854 разобран[1][2][3].
- Аврора 56 ор. (1835). 8 апр.1861 продан на слом[1][2][3].
- Мельпомена 52 ор. (1836). В 1848 и 1849 занимал брандвахтенный пост в Свеаборге[1][2][3].
- Цесаревич (При закладке — «Елисавета») 58 ор. (1841). В 1858 переоборудован в магазин в Гельсингфорсе[1][2][3].
- Цесаревна (При закладке — «Беллона») 58 ор. (1841).Разобран в 1858 в Кронштадте[1][2][3].
- Константин 58 ор. (1844). Разобран в 1860 в Кронштадте[1][2][3].

## Тип «Паллада» (3 фрегата)
- Аврора (1835)
- Паллада (1832)
- Диана — построенный по тем же чертежам в 1852. Последний парусный фрегат Российского флота.

## Фрегаты Балтийского флота (1852—1900)
- Александр Невский. Последний боевой корабль России, построенный из дерева. Разбился 13 сентября 1868 года на отмели близ Лемвига (Дания).
- Олег. Затонул в 1869 году от столкновения. Наиболее сохранившийся из затонувших кораблей императорского флота.

## Фрегаты Черноморского флота
- Поспешный (фрегат, 1793)
- Поспешный (фрегат, 1821)
- Штандарт (фрегат, 1824)
- Рафаил (фрегат, 1828)

## Фрегаты Каспийской флотилии
В разделе приведены все фрегаты, входившие в состав Каспийской флотилии России.
| Название  | Ор.      | Размер     | Осадка | Эк. | Верфь           | Мастер                                                             | Вх.  | Вых. | История службы | Прим.               |
| --------- | -------- | ---------- | ------ | --- | --------------- | ------------------------------------------------------------------ | ---- | ---- | --- | ------------------- |
| № 1       | 20       | 29,9 x 7,9 | 2,7    | н/д | Казанская верфь | Сведений о корабельных мастерах, построивших суда, не сохранилось. | 1779 | 1789 | В 1779 году был переведён в Астрахань. С 1781 по 1783 год находился в составе отряда капитана 2-го ранга графа М. И. Войновича, который совершал плавания в Каспийском море. В эти годы на фрегате проводились работы по съемке берегов Апшеронского полуострова, Бакинского, Красноводского и Астрабадского заливов. В 1782 и 1783 годах оставался на зимовку в Астрабадском заливе, а 20 (31) октября 1783 года вернулся в Астрахань. По окончании службы был разобран в Астрахани. | [ 4 ] [ 5 ] [ 6 ]   |
| № 2       | 20       | 29,9 x 7,9 | 2,7    | н/д | Казанская верфь | Сведений о корабельных мастерах, построивших суда, не сохранилось. | 1779 | 1786 | В 1779 году был переведён в Астрахань. С 1781 по 1783 год находился в составе отряда капитана 2-го ранга графа М. И. Войновича, который совершал плавания в Каспийском море. В эти годы на фрегате проводились работы по съемке берегов Бакинского и Красноводского заливов, а также восточного берега моря. В 1782 году оставался на зимовку в Астрабадском заливе. По окончании службы был разобран в Астрахани.                                                                    | [ 6 ] [ 7 ]         |
| № 3       | 20       | 29,9 x 7,9 | 2,7    | н/д | Казанская верфь | Сведений о корабельных мастерах, построивших суда, не сохранилось. | 1780 | 1787 | В 1780 году был переведён в Астрахань. С 1781 по 1784 год, находясь в составе отрядов, совершал плавания в Каспийском море. В эти годы на фрегате проводились работы по съемке берегов Бакинского и Красноводского заливов, а также восточного берега моря. В 1782 году оставался на зимовку в Астрабадском заливе, а в 1784 году — в Баку. По окончании службы был разобран в Астрахани.                                                                                             | [ 5 ] [ 7 ] [ 8 ]   |
| Кавказ    | 14/16/20 | 30,5 x 7,9 | 2,4    | н/д | Казанская верфь | Ф. Д. Игнатьев, Протопопов                                         | 1784 | 1797 | В 1784 году был переведён в Астрахань. С 1784 по 1794 год совершал плавания в Каспийском море, доходя до персидских берегов. В 1790 году подвергся тимберовке в Астрахани. 21 августа (1 сентября) 1791 года во главе отряда принимал участие в бомбардировке Баку. По окончании службы был разобран в Астрахани. | [ 5 ] [ 9 ] [ 10 ]  |
| Астрахань | 14/16/20 | 30,5 x 7,9 | 2,4    | н/д | Казанская верфь | Ф. Д. Игнатьев, Протопопов                                         | 1784 | 1798 | В 1784 году был переведён в Астрахань. С 1784 по 1795 год совершал плавания в Каспийском море, доходя до персидских берегов. В 1791 году подвергся тимберовке в Астрахани. По окончании службы был разобран в Астрахани. | [ 5 ] [ 9 ] [ 10 ]  |
| Кизляр    | 14/20    | 30,5 x 7,9 | 2,4    | н/д | Казанская верфь | Протопопов                                                         | 1785 | н/д  | В 1785 году был переведён в Астрахань. С 1785 года совершал плавания в Каспийском море. | [ 5 ] [ 9 ] [ 10 ]  |
| № 1       | 12/20    | 30,5 x 7,9 | 2,4    | н/д | Казанская верфь | А. Г. Степанов и В. Д. Власов                                      | 1798 | 1810 | В 1798 году был переведён в Астрахань. С 1799 по 1803 год совершал плавания в Каспийском море, а в 1799 году также принимал участие в бомбардировке Баку. Участвовал в русско-персидской войне 1804—1813 годов, бомбардировал укрепления и войска противника на берегу и высаживал десанты, а также использовался для крейсерских плаваний. По окончании службы был разобран в Астрахани.                                                                                             | [ 5 ] [ 9 ] [ 10 ]  |
| № 2       | 12/20    | 30,5 x 7,9 | 2,4    | н/д | Казанская верфь | А. Г. Степанов и В. Д. Власов                                      | 1798 | 1809 | В 1798 году был переведён в Астрахань. С 1799 по 1802 год совершал плавания в Каспийском море. Участвовал в русско-персидской войне 1804—1813 годов, Принимал участие в русско-персидской войне 1804—1813 годов. В кампании 1803 и 1804 годов занимал пост у острова Сара, а в 1805 году выходил в крейсерские плавания к персидским берегам. По окончании службы был разобран в Астрахани.                                                                                           | [ 5 ] [ 10 ] [ 11 ] |

### Комментарии
1. 1 2 3  Фрегаты № 1 — 3 строились по одному проекту, тип «Номерной».
2. ↑  6-фунтовые орудия.
3. ↑  По другим данным в 1786 году.
4. 1 2 3 4 5  Фрегаты «Кавказ», «Астрахань», «Кизляр», № 1 и № 2 строились по одному проекту, тип «Кавказ».